# لاري دوغلاس
لاري دوغلاس (بالإنجليزية: Larry Douglas)‏ هو لاعب كرة قاعدة أمريكي، ولد في 5 يونيو 1890 في جيليكو في الولايات المتحدة، وتوفي بنفس المكان في 4 نوفمبر 1949.

## وصلات خارجية
- لاري دوغلاس على موقعبيزبول رفرنس.كوم (الدوري الرئيسي) (الإنجليزية)
- لاري دوغلاس على موقعبيزبول رفرنس.كوم (الدوري الثانوي) (الإنجليزية)